# 4 Heures de Spa 2018
Navigation
Édition précédente Édition suivante
Les 4 Heures de Spa-Francorchamps 2018, disputées le 23 septembre 2018 sur le Circuit de Spa-Francorchamps sont la cinquième manche de l'European Le Mans Series 2018.

## Engagés
La liste officielle des engagés est composée de 40 voitures, dont 16 en LMP2, 18 en LMP3 et 6 en LM GTE.

## Qualifications
| Pos. | Classe | N° | Écurie                     | Pilote                  | Temps          | Tours |
| ---- | ------ | -- | -------------------------- | ----------------------- | -------------- | ----- |
| 1    | LMP2   | 26 | G-Drive Racing             | Jean-Éric Vergne        | 2 min 00 s 735 | 5     |
| 2    | LMP2   | 22 | United Autosports          | Filipe Albuquerque      | 2 min 00 s 912 | 5     |
| 3    | LMP2   | 29 | Duqueine Engineering       | Nelson Panciatici       | 2 min 01 s 251 | 6     |
| 4    | LMP2   | 28 | IDEC Sport                 | Paul-Loup Chatin        | 2 min 01 s 512 | 3     |
| 5    | LMP2   | 31 | APR - Rebellion Racing     | Gustavo Menezes         | 2 min 01 s 665 | 2     |
| 6    | LMP2   | 24 | Racing Engineering         | Norman Nato             | 2 min 01 s 761 | 3     |
| 7    | LMP2   | 21 | DragonSpeed                | Ben Hanley              | 2 min 02 s 121 | 5     |
| 8    | LMP2   | 30 | AVF By Adrián Vallés       | Konstantin Tereshchenko | 2 min 02 s 172 | 5     |
| 9    | LMP2   | 32 | United Autosports          | Hugo de Sadeleer        | 2 min 02 s 241 | 5     |
| 10   | LMP2   | 23 | Panis-Barthez Compétition  | Will Stevens            | 2 min 02 s 404 | 6     |
| 11   | LMP2   | 47 | Cetilar Villorba Corse     | Felipe Nasr             | 2 min 02 s 405 | 3     |
| 12   | LMP2   | 49 | High Class Racing          | Anders Fjordbach        | 2 min 02 s 788 | 5     |
| 13   | LMP2   | 27 | IDEC Sport                 | Aurélien Panis          | 2 min 03 s 585 | 2     |
| 14   | LMP2   | 25 | Algarve Pro Racing         | Matt McMurry            | 2 min 05 s 614 | 5     |
| 15   | LMP3   | 17 | Ultimate                   | Matthieu Lahaye         | 2 min 13 s 634 | 3     |
| 16   | LMP3   | 11 | EuroInternational          | Mattia Drudi            | 2 min 13 s 699 | 4     |
| 17   | LMP3   | 6  | 360 Racing                 | Ross Kaiser             | 2 min 13 s 874 | 6     |
| 18   | LMP3   | 7  | Ecurie Ecosse              | Colin Noble             | 2 min 13 s 983 | 5     |
| 19   | LMP3   | 15 | RLR Msport                 | Job van Uitert          | 2 min 14 s 062 | 6     |
| 20   | LMP3   | 8  | DKR Engineering            | Marvin KLEIN            | 2 min 14 s 248 | 4     |
| 21   | LMP3   | 19 | M.Racing - YMR             | David Droux             | 2 min 14 s 279 | 5     |
| 22   | LMP3   | 2  | United Autosports          | Scott ANDREWS           | 2 min 14 s 367 | 5     |
| 23   | LMP3   | 9  | AT Racing                  | Yann Clairay            | 2 min 14 s 418 | 4     |
| 24   | LMP3   | 3  | United Autosports          | Matthew Bell            | 2 min 14 s 539 | 3     |
| 25   | LMP3   | 4  | Cool Racing by GPC         | Antonin Borga           | 2 min 14 s 658 | 3     |
| 26   | LMP3   | 13 | Inter Europol Competition  | Jakub Śmiechowski       | 2 min 14 s 832 | 6     |
| 27   | LMP3   | 5  | NEFIS By Speed Factory     | Aleksey Chuklin (en)    | 2 min 15 s 022 | 4     |
| 28   | LMP3   | 10 | Oregon Team                | Riccardo Ponzio         | 2 min 15 s 323 | 6     |
| 29   | LMGTE  | 88 | Proton Competition         | Matteo Cairoli          | 2 min 15 s 654 | 2     |
| 30   | LMP3   | 14 | Inter Europol Competition  | Moritz Müller-Crepon    | 2 min 15 s 800 | 4     |
| 31   | LMGTE  | 77 | Proton Competition         | Dennis Olsen            | 2 min 16 s 354 | 3     |
| 32   | LMP3   | 16 | BHK Motorsport             | Francesco Dracone       | 2 min 17 s 173 | 4     |
| 33   | LMGTE  | 80 | Ebimotors                  | Riccardo Pera           | 2 min 17 s 183 | 5     |
| 34   | LMP3   | 18 | M.Racing - YMR             | Natan Bihel             | 2 min 17 s 617 | 4     |
| 35   | LMGTE  | 66 | JMW Motorsport             | Miguel Molina           | 2 min 17 s 810 | 4     |
| 36   | LMGTE  | 55 | Spirit of Race             | Matt Griffin            | 2 min 17 s 977 | 2     |
| 37   | LMGTE  | 83 | Krohn Racing avec AF Corse | Tracy Krohn             | 2 min 23 s 542 | 3     |
| 38   | LMP3   | 12 | EuroInternational          | James DAYSON            | 2 min 24 s 588 | 5     |
| 39   | LMP2   | 39 | Graff Racing               | Pas de temps            | Pas de temps   |       |
| 40   | LMP2   | 40 | G-Drive Racing             | Pas de temps            | Pas de temps   |       |

## Course

### Classement de la course
Voici le classement provisoire au terme de la course.
- Les vainqueurs de chaque catégorie sont signalés par un fond jauni.
- Pour la colonne Pneus, il faut passer le curseur au-dessus du modèle pour connaître le manufacturier de pneumatiques.

| Pos  | Classe | no | Écurie                     | Pilotes                                                          | Châssis                       | Pneus | Tours | Temps               |
| Pos  | Classe | no | Écurie                     | Pilotes                                                          | Moteur                        | Pneus | Tours | Temps               |
| ---- | ------ | -- | -------------------------- | ---------------------------------------------------------------- | ----------------------------- | ----- | ----- | ------------------- |
| 1    | LMP2   | 22 | United Autosports          | Filipe Albuquerque Philip Hanson                                 | Ligier JS P217                | M     | 40    | 2 h 01 min 20 s 812 |
| 1    | LMP2   | 22 | United Autosports          | Filipe Albuquerque Philip Hanson                                 | Gibson GK428 4,2 l V8 Atmo    | M     | 40    | 2 h 01 min 20 s 812 |
| 2    | LMP2   | 21 | DragonSpeed                | Ben Hanley Henrik Hedman Nicolas Lapierre                        | Oreca 07                      | M     | 40    | + 1 s 862           |
| 2    | LMP2   | 21 | DragonSpeed                | Ben Hanley Henrik Hedman Nicolas Lapierre                        | Gibson GK428 4,2 l V8 Atmo    | M     | 40    | + 1 s 862           |
| 3    | LMP2   | 23 | Panis-Barthez Compétition  | Timothé Buret Julien Canal Will Stevens                          | Ligier JS P217                | M     | 40    | + 8 s 702           |
| 3    | LMP2   | 23 | Panis-Barthez Compétition  | Timothé Buret Julien Canal Will Stevens                          | Gibson GK428 4,2 l V8 Atmo    | M     | 40    | + 8 s 702           |
| 4    | LMP2   | 28 | IDEC Sport                 | Gabriel Aubry Paul-Loup Chatin Memo Rojas                        | Oreca 07                      | M     | 40    | + 12 s 760          |
| 4    | LMP2   | 28 | IDEC Sport                 | Gabriel Aubry Paul-Loup Chatin Memo Rojas                        | Gibson GK428 4,2 l V8 Atmo    | M     | 40    | + 12 s 760          |
| 5    | LMP2   | 29 | Duqueine Engineering       | Nicolas Jamin Nelson Panciatici Pierre Ragues                    | Oreca 07                      | M     | 40    | + 17 s 389          |
| 5    | LMP2   | 29 | Duqueine Engineering       | Nicolas Jamin Nelson Panciatici Pierre Ragues                    | Gibson GK428 4,2 l V8 Atmo    | M     | 40    | + 17 s 389          |
| 6    | LMP2   | 32 | United Autosports          | Wayne Boyd Hugo de Sadeleer Will Owen                            | Ligier JS P217                | M     | 40    | + 19 s 113          |
| 6    | LMP2   | 32 | United Autosports          | Wayne Boyd Hugo de Sadeleer Will Owen                            | Gibson GK428 4,2 l V8 Atmo    | M     | 40    | + 19 s 113          |
| 7    | LMP2   | 24 | Racing Engineering         | Norman Nato Paul Petit Matthieu Vaxiviere                        | Oreca 07                      | D     | 40    | + 21 s 203          |
| 7    | LMP2   | 24 | Racing Engineering         | Norman Nato Paul Petit Matthieu Vaxiviere                        | Gibson GK428 4,2 l V8 Atmo    | D     | 40    | + 21 s 203          |
| 8    | LMP2   | 39 | Graff Racing               | Alexandre Cougnaud Jonathan Hirschi Tristan Gommendy             | Oreca 07                      | D     | 40    | + 23 s 237          |
| 8    | LMP2   | 39 | Graff Racing               | Alexandre Cougnaud Jonathan Hirschi Tristan Gommendy             | Gibson GK428 4,2 l V8 Atmo    | D     | 40    | + 23 s 237          |
| 9    | LMP2   | 30 | AVF By Adrián Vallés       | Konstantin Tereshchenko Henrique Chaves                          | Dallara P217                  | D     | 40    | + 25 s 093          |
| 9    | LMP2   | 30 | AVF By Adrián Vallés       | Konstantin Tereshchenko Henrique Chaves                          | Gibson GK428 4,2 l V8 Atmo    | D     | 40    | + 25 s 093          |
| 10   | LMP2   | 47 | Cetilar Villorba Corse     | Roberto Lacorte Felipe Nasr Giorgio Sernagiotto                  | Dallara P217                  | D     | 40    | + 25 s 741          |
| 10   | LMP2   | 47 | Cetilar Villorba Corse     | Roberto Lacorte Felipe Nasr Giorgio Sernagiotto                  | Gibson GK428 4,2 l V8 Atmo    | D     | 40    | + 25 s 741          |
| 11   | LMP3   | 2  | United Autosports          | John Falb Scott Andrews                                          | Ligier JS P3                  | M     | 40    | + 43 s 501          |
| 11   | LMP3   | 2  | United Autosports          | John Falb Scott Andrews                                          | Nissan VK50VE 5.0 L V8 Atmo   | M     | 40    | + 43 s 501          |
| 12   | LMP2   | 40 | G-Drive Racing             | James Allen Julien Falchero Henning Enqvist                      | Oreca 07                      | D     | 40    | + 58 s 042          |
| 12   | LMP2   | 40 | G-Drive Racing             | James Allen Julien Falchero Henning Enqvist                      | Gibson GK428 4,2 l V8 Atmo    | D     | 40    | + 58 s 042          |
| 13   | LMP3   | 15 | RLR Msport                 | John Farano Rob Garofall Job van Uitert                          | Ligier JS P3                  | M     | 40    | + 1 min 20 s 209    |
| 13   | LMP3   | 15 | RLR Msport                 | John Farano Rob Garofall Job van Uitert                          | Nissan VK50VE 5.0 L V8 Atmo   | M     | 40    | + 1 min 20 s 209    |
| 14   | LMP2   | 26 | G-Drive Racing             | Andrea Pizzitola Roman Rusinov Jean-Éric Vergne                  | Oreca 07                      | D     | 40    | + 2 min 59 s 522    |
| 14   | LMP2   | 26 | G-Drive Racing             | Andrea Pizzitola Roman Rusinov Jean-Éric Vergne                  | Gibson GK428 4,2 l V8 Atmo    | D     | 40    | + 2 min 59 s 522    |
| 15   | LMP3   | 6  | 360 Racing                 | Ross Kaiser Terrence Woodward                                    | Ligier JS P3                  | M     | 39    | + 1 tour            |
| 15   | LMP3   | 6  | 360 Racing                 | Ross Kaiser Terrence Woodward                                    | Nissan VK50VE 5.0 L V8 Atmo   | M     | 39    | + 1 tour            |
| 16   | LMP3   | 3  | United Autosports          | Tony Wells Garett Grist Matthew Bell                             | Ligier JS P3                  | M     | 39    | + 1 tour            |
| 16   | LMP3   | 3  | United Autosports          | Tony Wells Garett Grist Matthew Bell                             | Nissan VK50VE 5.0 L V8 Atmo   | M     | 39    | + 1 tour            |
| 17   | LMP3   | 18 | M.Racing - YMR             | Laurent Millara Natan Bihel                                      | Ligier JS P3                  | M     | 39    | + 1 tour            |
| 17   | LMP3   | 18 | M.Racing - YMR             | Laurent Millara Natan Bihel                                      | Nissan VK50VE 5.0 L V8 Atmo   | M     | 39    | + 1 tour            |
| 18   | LMGTE  | 80 | Ebimotors                  | Fabio Babini Riccardo Pera Bret Curtis                           | Porsche 911 RSR               | D     | 39    | + 1 tour            |
| 18   | LMGTE  | 80 | Ebimotors                  | Fabio Babini Riccardo Pera Bret Curtis                           | Porsche 4.0 L Flat-6 Atmo     | D     | 39    | + 1 tour            |
| 19   | LMP3   | 4  | Cool Racing by GPC         | Alexandre Coigny Antonin Borga                                   | Ligier JS P3                  | M     | 39    | + 1 tour            |
| 19   | LMP3   | 4  | Cool Racing by GPC         | Alexandre Coigny Antonin Borga                                   | Nissan VK50VE 5.0 L V8 Atmo   | M     | 39    | + 1 tour            |
| 20   | LMGTE  | 55 | Spirit of Race             | Duncan Cameron Matt Griffin Aaron Scott                          | Ferrari 488 GTE               | D     | 39    | + 1 tour            |
| 20   | LMGTE  | 55 | Spirit of Race             | Duncan Cameron Matt Griffin Aaron Scott                          | Ferrari F154CB 3.9 L V8 Turbo | D     | 39    | + 1 tour            |
| 21   | LMGTE  | 88 | Proton Competition         | Giorgio Roda Gianluca Roda Matteo Cairoli                        | Porsche 911 RSR               | D     | 39    | + 1 tour            |
| 21   | LMGTE  | 88 | Proton Competition         | Giorgio Roda Gianluca Roda Matteo Cairoli                        | Porsche 4.0 L Flat-6 Atmo     | D     | 39    | + 1 tour            |
| 22   | LMP2   | 25 | Algarve Pro Racing         | Mark Patterson Matt McMurry Tacksung Kim                         | Ligier JS P217                | D     | 39    | + 1 tour            |
| 22   | LMP2   | 25 | Algarve Pro Racing         | Mark Patterson Matt McMurry Tacksung Kim                         | Gibson GK428 4,2 l V8 Atmo    | D     | 39    | + 1 tour            |
| 23   | LMP3   | 10 | Oregon Team                | Clément Mateu Andrés Méndez (en) Riccardo Ponzio                 | Norma M30                     | M     | 39    | + 1 tour            |
| 23   | LMP3   | 10 | Oregon Team                | Clément Mateu Andrés Méndez (en) Riccardo Ponzio                 | Nissan VK50VE 5.0 L V8 Atmo   | M     | 39    | + 1 tour            |
| 24   | LMP3   | 19 | M.Racing - YMR             | David Droux Lucas Légeret Romano Ricci                           | Norma M30                     | M     | 39    | + 1 tour            |
| 24   | LMP3   | 19 | M.Racing - YMR             | David Droux Lucas Légeret Romano Ricci                           | Nissan VK50VE 5.0 L V8 Atmo   | M     | 39    | + 1 tour            |
| 25   | LMGTE  | 66 | JMW Motorsport             | Liam Griffin (en) Alex MacDowall Miguel Molina                   | Ferrari 488 GTE               | D     | 38    | + 2 tours           |
| 25   | LMGTE  | 66 | JMW Motorsport             | Liam Griffin (en) Alex MacDowall Miguel Molina                   | Ferrari F154CB 3.9 L V8 Turbo | D     | 38    | + 2 tours           |
| 26   | LMP3   | 7  | Ecurie Ecosse              | Colin Noble Alex Kapadia Christian Stubbe Olsen                  | Ligier JS P3                  | M     | 38    | + 2 tours           |
| 26   | LMP3   | 7  | Ecurie Ecosse              | Colin Noble Alex Kapadia Christian Stubbe Olsen                  | Nissan VK50VE 5.0 L V8 Atmo   | M     | 38    | + 2 tours           |
| 27   | LMGTE  | 5  | NEFIS By Speed Factory     | Timur Boguslavskiy Aleksey Chuklin (en) Danil Pronenko           | Ligier JS P3                  | M     | 38    | + 2 tours           |
| 27   | LMGTE  | 5  | NEFIS By Speed Factory     | Timur Boguslavskiy Aleksey Chuklin (en) Danil Pronenko           | Nissan VK50VE 5.0 L V8 Atmo   | M     | 38    | + 2 tours           |
| 28   | LMGTE  | 8  | DKR Engineering            | Christian Vaglio Marvin Klein                                    | Norma M30                     | M     | 38    | + 2 tours           |
| 28   | LMGTE  | 8  | DKR Engineering            | Christian Vaglio Marvin Klein                                    | Nissan VK50VE 5.0 L V8 Atmo   | M     | 38    | + 2 tours           |
| 29   | LMP3   | 13 | Inter Europol Competition  | Martin Hippe Jakub Śmiechowski                                   | Ligier JS P3                  | M     | 37    | + 3 tours           |
| 29   | LMP3   | 13 | Inter Europol Competition  | Martin Hippe Jakub Śmiechowski                                   | Nissan VK50VE 5.0 L V8 Atmo   | M     | 37    | + 3 tours           |
| 30   | LMP3   | 11 | EuroInternational          | Mattia Drudi Giorgio Mondini Kay Van Berlo                       | Ligier JS P3                  | M     | 34    | + 6 tours           |
| 30   | LMP3   | 11 | EuroInternational          | Mattia Drudi Giorgio Mondini Kay Van Berlo                       | Nissan VK50VE 5.0 L V8 Atmo   | M     | 34    | + 6 tours           |
| 31   | LMGTE  | 27 | IDEC Sport                 | Erik Maris Nicolas Minassian Aurélien Panis                      | Ligier JS P217                | M     | 34    | + 6 tours           |
| 31   | LMGTE  | 27 | IDEC Sport                 | Erik Maris Nicolas Minassian Aurélien Panis                      | Gibson GK428 4,2 l V8 Atmo    | M     | 34    | + 6 tours           |
| 32   | LMP2   | 31 | APR - Rebellion Racing     | Ryan Cullen Gustavo Menezes Harrison Newey                       | Oreca 07                      | D     | 31    | + 9 tours           |
| 32   | LMP2   | 31 | APR - Rebellion Racing     | Ryan Cullen Gustavo Menezes Harrison Newey                       | Gibson GK428 4,2 l V8 Atmo    | D     | 31    | + 9 tours           |
| 33   | LMP3   | 12 | EuroInternational          | Andrea Dromedari James Dayson                                    | Ligier JS P3                  | M     | 31    | + 9 tours           |
| 33   | LMP3   | 12 | EuroInternational          | Andrea Dromedari James Dayson                                    | Nissan VK50VE 5.0 L V8 Atmo   | M     | 31    | + 9 tours           |
| 34   | LMGTE  | 77 | Proton Competition         | Marvin Dienst (de) Christian Ried Dennis Olsen                   | Porsche 911 RSR               | D     | 31    | + 9 tours           |
| 34   | LMGTE  | 77 | Proton Competition         | Marvin Dienst (de) Christian Ried Dennis Olsen                   | Porsche 4.0 L Flat-6 Atmo     | D     | 31    | + 9 tours           |
| 35   | LMP3   | 14 | Inter Europol Competition  | Luca Demarchi Paul Scheuschner Moritz Mûller-Crepon              | Ligier JS P3                  | M     | 30    | + 10 tours          |
| 35   | LMP3   | 14 | Inter Europol Competition  | Luca Demarchi Paul Scheuschner Moritz Mûller-Crepon              | Nissan VK50VE 5.0 L V8 Atmo   | M     | 30    | + 10 tours          |
| Abd. | LMGTE  | 83 | Krohn Racing avec AF Corse | Andrea Bertolini Niclas Jönsson Tracy Krohn                      | Ferrari 488 GTE               | D     | 17    |                     |
| Abd. | LMGTE  | 83 | Krohn Racing avec AF Corse | Andrea Bertolini Niclas Jönsson Tracy Krohn                      | Ferrari F154CB 3.9 L V8 Turbo | D     | 17    |                     |
| Abd. | LMP2   | 9  | AT Racing                  | Alexander Talkanitsa, Jr. Alexander Talkanitsa, Sr. Yann Clairay | Ligier JS P3                  | M     | 12    |                     |
| Abd. | LMP2   | 9  | AT Racing                  | Alexander Talkanitsa, Jr. Alexander Talkanitsa, Sr. Yann Clairay | Nissan VK50VE 5.0 L V8 Atmo   | M     | 12    |                     |
| Abd. | LMP3   | 49 | High Class Racing          | Dennis Andersen Anders Fjordbach                                 | Dallara P217                  | D     | 10    |                     |
| Abd. | LMP3   | 49 | High Class Racing          | Dennis Andersen Anders Fjordbach                                 | Gibson GK428 4,2 l V8 Atmo    | D     | 10    |                     |
| Abd. | LMP3   | 17 | Ultimate                   | François Hériau Jean-Baptiste Lahaye Matthieu Lahaye             | Norma M30                     | M     | 8     |                     |
| Abd. | LMP3   | 17 | Ultimate                   | François Hériau Jean-Baptiste Lahaye Matthieu Lahaye             | Nissan VK50VE 5.0 L V8 Atmo   | M     | 8     |                     |
| Abd. | LMP3   | 16 | BHK Motorsport             | Francesco Dracone Jacopo Baratto                                 | Ligier JS P3                  | M     | 4     |                     |
| Abd. | LMP3   | 16 | BHK Motorsport             | Francesco Dracone Jacopo Baratto                                 | Nissan VK50VE 5.0 L V8 Atmo   | M     | 4     |                     |

## Pole position et record du tour
- Pole position : Jean-Éric Vergne sur n°26 G-Drive Racing en 2 min 00 s 735
- Meilleur tour en course : Nicolas Jamin sur n°29 Duqueine Engineering en 2 min 29 s 009

## Tours en tête
Tours en tête
- no 26 Oreca 07 - G-Drive Racing : 8 tours (1-8)
- no 26 Oreca 07 - Duqueine Engineering : 13 tours (9-21)
- no 22 Ligier JS P217 - United Autosports : 18 tours (22-30 / 32-40)
- no 23 Ligier JS P217 - Panis-Barthez Compétition : 1 tour (31)

## À noter
- Longueur du circuit : 7,004 km
- Distance parcourue par les vainqueurs : 280,16 km